# Striamea
Striamea là một chi nhện trong họ Dipluridae.